# Vuk II Branković
Vuk II Branković (serbe : Вук II Бранковић) est un prince serbe de la dynastie des Branković né vers 1438-1439 et mort le 16 avril 1485. Homme de guerre au service de la Hongrie, il est despote titulaire de Serbie de 1471 à 1485.

## Origines
Vuk II Grgurević est le fils illégitime de Grgur II Branković, l'un des fils de Đurađ Branković et d'Irène Cantacuzène. Initialement, Vuk Grgurević est un vassal des Ottomans, mais en 1465, il entre au service du roi de Hongrie pour le compte duquel il commande des contingents serbes et obtient en fief la Syrmie.

## Au service de la Hongrie
Vuk combat pour le compte des Hongrois contre les Tchèques, la Pologne, l'Autriche et les Turcs. Grâce à son courage, Vuk Grgurević acquiert une réputation considérable, et gagne le surnom de Zmaj Ognjen (« Dragon ardent »). Il devient de ce fait le héros de nombreux chants nationaux serbes.
En 1471, il obtient le titre de despote de Serbie du roi de Hongrie, et avec celui-ci de vastes possessions dans le territoire de la Voïvodine, qui avait appartenu à son grand-père le despote Đurađ Branković, notamment Kupinik (maintenant Kupinovo), Stari Slankamen, Berkasovo, Bečkerek (aujourd'hui Zrenjanin) et Irig.
Il réalise ses plus célèbres exploits militaires lors de ses incursions en Bosnie en 1476, lorsqu'il prend Srebrenica et combat à proximité de Šabac et de Smederevo, l'ancienne capitale des Branković, et en 1480, quand il attaque Sarajevo.
En 1479, conjointement avec Dmitar Jakšić, il est à la tête des escadrons de cavalerie légère serbes lors de la bataille de Kenyérmezei à proximité de Sibot. Au moment décisif du combat, lorsque sa cavalerie charge le centre turc et provoque la rupture de ses rangs, il décide de l'issue de la bataille.
En 1481, Vuk Grgurević combat encore les Turcs en Serbie. Il est rejoint par environ 50 000 de ses compatriotes qui viennent s'établir dans le Banat, principalement dans la région près de Timișoara.
Vuk Grgurević meurt le 16 avril 1485.

## Union
Vuk avait épousé la comtesse croate Barbara Frankopan. Aucun enfant issu de ce mariage n'est connu.

## Sources
- Dušan T. Bataković, Histoire du peuple serbe, éditions L'Âge d'Homme. Paris 2005,  (ISBN 2-8251-1958-X)